# Hermonassa gigantea
Hermonassa gigantea là một loài bướm đêm trong họ Noctuidae.